# Wiśta wio!
Wiśta wio! – utwór muzyczny polskiej piosenkarki Sanah z jej piątego albumu studyjnego, zatytułowanego Kaprysy. Piosenka została wydana 14 czerwca 2024.
Nagranie otrzymało w Polsce status platynowego singla, przekraczając liczbę 50 tysięcy sprzedanych kopii.

## Geneza utworu i historia wydania
Utwór napisali i skomponowali Zuzanna Grabowska, Edward Leithead-Docherty i Thomas Martin Leithead-Docherty, który również odpowiada za produkcję utworu.
Piosenka została umieszczona na piątym albumie studyjnym Sanah – Kaprysy.
W utworze wykorzystano sample z piosenki „This Is the Life” autorstwa Amy Macdonald.

## Teledysk
Do utworu powstał teledysk reżyserii samej piosenkarki i Alana Kępskiego, który udostępniono 14 czerwca 2024 za pośrednictwem serwisu YouTube.

## Notowania

### Pozycje na listach sprzedaży
| Kraj   | Lista (2024)             | Najwyższa pozycja |
| ------ | ------------------------ | ----------------- |
| Polska | OLiS – single w streamie | 39                |

## Certyfikaty
| Kraj          | Certyfikat      | Sprzedaż |
| ------------- | --------------- | -------- |
| Polska (ZPAV) | platynowa płyta | 50 000+  |